# João Pinto
João Manuel Vieira Pinto (* 19. August 1971 in Campanhã, Porto) ist ein ehemaliger portugiesischer Fußballspieler.
Er spielt meist als Stürmer oder offensiver Mittelfeldspieler und vertrat die portugiesische Fußballnationalmannschaft, in der er eine Schlüsselrolle einnahm. Wegen seiner Erfolge als Jugendnationalspieler gehörte er zur sogenannten Goldenen Generation Portugals.

## Karriere

### Verein

#### Anfänge
Geboren wurde er in Campanhã, einem Stadtteil im Osten Portos. Als Jugendspieler spielte João Pinto bei Bairro do Falcão und bei Águias da Areosa (in Campanhã). Nach einiger Zeit versuchte er zum FC Porto zu wechseln, jedoch wollten sie ihn nicht verpflichten, woraufhin er sich entschloss für die Mannschaft von Boavista Porto zu spielen. Als Youngster war João Pinto bekannt für seine Schnelligkeit und seine Ballkontrolle. Nach guten Auftritten im Nachwuchsbereich der portugiesischen Nationalmannschaft hatten ihn einige Scouts auf ihren Notizzetteln. In der Saison 1990/91 wechselte er nach Spanien zu Atlético Madrid, jedoch wurde er in die Reservemannschaft Atlético Madrileño versetzt. Nach einer mäßigen Saison wechselte er zurück zu Boavista Porto, wo er in allen Spielen mitwirken konnte. Er erzielte acht Tore und wurde portugiesischer Pokalsieger.

#### Benfica Lissabon
Nach diesen Erfolgen nahm er ein Angebot vom portugiesischen Spitzenklub Benfica Lissabon an, wo er die erfolgreichste Zeit seiner Karriere verbrachte. Sein erstes Jahr begann eher enttäuschend. Durch Probleme mit der Lunge (Pneumothorax) war Pinto gezwungen, seinen Mannschaftskameraden beim Gewinn des Pokals zuzusehen. 1994 wurde er Meister und 1996 wurde der Pokal wieder nach Lissabon geholt. Er selbst wurde dreimal hintereinander zu Portugals Fußballer des Jahres gewählt (1992, 93, 94). 1995 erhielt er nach dem Karriereende von António Veloso die Binde und führte fortan die Mannschaft als Spielführer aufs Feld. Kurz vor der Fußball-Europameisterschaft 2000 wurde er auf Grund von Zerwürfnissen mit dem damaligen Klub-Präsidenten João Vale e Azevedo aus dem Verein geworfen.

#### Sporting Lissabon
Schnell bekam Pinto Angebote aus dem Aus- und Inland. Obwohl er schon fast einen Vertrag mit dem FC Porto unterzeichnet hatte, wechselte er im Sommer 2000 zum Benfica-Erzfeind Sporting Lissabon. Viele Benfica-Fans sahen dies ihnen gegenüber als Frechheit an. Nach einer eher schlechten ersten Saison kaufte Sporting den damaligen Top-Torjäger Mário Jardel. Neben ihm kehrte Pinto zu alter Stärke zurück und er wurde nochmals Meister und Pokalsieger (Double 2002).

#### Boavista Porto
Nach zwei enttäuschenden Jahren 2002/03 und 2003/04 wurde sein Vertrag bei Sporting nicht verlängert. Obwohl ihm ein unterschriftsreifer Vertrag vom saudi-arabischen Klub Al-Hilal vorlag, entschied er sich für eine Rückkehr nach Porto. Dort erlebte er nochmal einen zweiten Frühling und scheiterte nur knapp an der Qualifikation zum UEFA-Pokal.

#### Sporting Braga
Im Juli 2006 unterzeichnete Pinto einen Ein-Jahres-Vertrag bei Sporting Braga. Während seiner Präsentation erhielt er Applaus von zahlreichen Fans. Mit zwei Toren in 24 Begegnungen half er beim Erreichen des vierten Platzes. Auf Grund dieser guten Leistung verlängerte er seinen Vertrag um ein weiteres Jahr. Im Februar 2008 war Pinto beim Probetraining des MLS-Vertreters Toronto FC. Bereits am 22. gab Braga die Vertragsauflösung mit dem Stürmer bekannt. Zu einem Arbeitsverhältnis zwischen Pinto und Toronto kam es allerdings nicht.

### Nationalmannschaft
Schon früh wurde Pinto einer der großen Stars in der portugiesischen Fußballnationalmannschaft. Mit dem Gewinn der Junioren-Fußballweltmeisterschaft in Riad (1989) und in Lissabon (1991) machten er und seine damaligen Mitspieler wie Vítor Baía und Luís Figo sich schnell einen Namen und der portugiesische Verband erhoffte sich erfolgreiche Zeiten im Männerbereich. Zu einem großen Titel dieser Goldenen Generation kam es nie. Mit den beiden Junioren-Titeln ist Pinto der bisher einzige Spieler, der diesen Erfolg zweimal feiern konnte.
Für die Fußball-Europameisterschaft 1996 in England war er nominiert. Nachdem die Portugiesen die Gruppenphase als Tabellenerster abgeschlossen hatten, schied das Team bereits im Viertelfinale gegen den späteren Finalteilnehmer Tschechien aus. Pinto absolvierte zwei Spiele. Vier Jahre später stand er im Aufgebot für die EM 2000 in den Niederlanden und Belgien. Dort drang Portugal bis ins Halbfinale vor, musste sich aber dem späteren Europameister Frankreich mit 1:2 nach Golden Goal geschlagen geben. Er bestritt vier Spiele und konnte beim 3:2-Sieg gegen England seinen ersten und einzigen EM-Treffer erzielen.
Bei der Fußball-Weltmeisterschaft 2002 lief er drei Mal für sein Heimatland auf.

## Privat
Pinto hat einen Sohn, Tiago, und eine Tochter, Diana. Von der Mutter der Kinder ist er geschieden. Sein Sohn Tiago Pinto ist ebenfalls Profifußballer.
Mit dem Model Marisa Cruz hat er einen weiteren Sohn, João.